# NIL (album)
NIL (Nameless Liberty Underground) – drugi album studyjny zespołu The GazettE wydany 2006 roku. Jest to także pierwszy album tej grupy, który został wydany w Europie. 

## Lista utworów
| Nr  | Tytuł                                                                     | Czas |
| --- | ------------------------------------------------------------------------- | ---- |
| 1.  | "The End"                                                                 | 2:11 |
| 2.  | "Nausea & Shudder"                                                        | 6:07 |
| 3.  | "Bath Room"                                                               | 5:06 |
| 4.  | "Maggots"                                                                 | 2:48 |
| 5.  | "Namaatatakai ame tozaratsuita jōnetsu" (jap. 生暖かい雨とざらついた情熱) | 3:04 |
| 6.  | "D.L.N."                                                                  | 6:11 |
| 7.  | "Shadow VI II I"                                                          | 4:16 |
| 8.  | "Baretta" (バレッタ)                                                      | 5:44 |
| 9.  | "Cassis"                                                                  | 6:44 |
| 10. | "Silly God Disco"                                                         | 3:57 |
| 11. | "Discharge"                                                               | 3:26 |
| 12. | "Taion" (体温)                                                            | 6:17 |

## Informacje
- Limitowana edycja albumu została umieszczona w miękkim futerale oraz znajdował się na niej teledysk do Shadow VI II I[4].
- Taion to hołd dla Junko Furuty, która został uwięziona na 44 dni, w czasie których została zgwałcona, torturowana i zamordowana przez czterech chłopców.